# WrestleMania V
WrestleMania V a fost cea de-a cincea ediție a pay-per-view-ului WrestleMania organizat de World Wrestling Federation. A avut loc pe data de 2 aprilie 1989 în arena Trump Plaza din Atlantic City, New Jersey. Evenimentul a fost 
comentat de Gorilla Monsoon și Jesse Ventura.
Sloganul WrestleMania V a fost "The Mega Powers Explode".

## Rezultate
- Hercules l-a învins pe King Haku (însoțit de Bobby Heenan) (6:57)
  - Hercules l-a învins prin pinfall pe Haku, după aplicarea unui Belly to Back Suplex.
- The Twin Towers (Akeem și The Big Bossman) (însoțit de Slick) i-au învins pe The Rockers (Shawn Michaels & Marty Jannetty) (8:02)
  - Akeem a obținut pin-ul după ce i-a aplicat lui Michaels un 747 Splash.
- Brutus Beefcake l-a întâlnit pe Ted DiBiase (însoțit de Virgil), meciul terminându-se printr-un Double Count-Out (10:01)
  - Atât Brutus Beefcake cât și Ted DiBiase au pierdut prin countout, datorită faptului că s-au luptat în afara ringului și nu au ținut cont de numărătoarea arbitrului.
- The Bushwhackers (Luke Williams & Butch Miller) i-au învins pe The Fabulous Rougeaus (Jacques Rougeau & Raymond Rougeau, însoțiți de Jimmy Hart) (9:10)
  - Bushwhacker Luke l-a învins prin pinfall pe Raymond, după aplicarea unui Double Stomach Breaker.
- Mr. Perfect l-a învins pe The Blue Blazer (5:38)
  - Perfect a obținut pin-ul după un Perfectplex.
- Demolition (Ax & Smash) i-au învins pe The Powers of Pain (The Warlord & The Barbarian) și Mr. Fuji într-un Handicap Match, păstrându-și centura WWF Tag Team Championship (8:20)
  - Ax a reușit să-l numere pe Fuji după aplicarea unui Demolition Decapitation.
- Dino Bravo (însoțit de Frenchy Martin) l-a învins pe Ronnie Garvin (3:06)
  - Bravo a obținut victoria prin pinfall, după un Sidewalk Slam.
  - După meci, Garvin l-a atacat pe Frenchy Martin, aplicându-i un Garvin Stomp.
- The Brain Busters (Arn Anderson & Tully Blanchard) i-au învins pe Strike Force (Rick Martel & Tito Santana) (9:17)
  - Anderson l-a învins prin pinfall pe Santana, după un Spike Piledriver.
  - Martel a părăsit meciul, lăsându-l singur pe Santana.
- Segmentul Piper's Pit, invitat :Morton Downey, Jr.
  - Înainte ca Piper să vină să-l intervieveze pe Morton, și-a făcut apariția Brother Love, îmbrăcat în hainele lui Piper și a început să-l imite pe acesta. Adevăratul Piper a venit și l-a demascat pe Brother Love, rupându-i kiltul. În timpul interviului, Morton sufla în permanență fumul țigării în fața lui Piper, iar wrestlerul i-a stins până la urmă țigareta folosind un extinctor.
- Jake Roberts l-a învins pe André the Giant (însoțit de Bobby Heenan), într-un special guest referee match), arbitru special fiind Big John Studd (9:44)
  - André a fost descalificat după ce l-a atacat pe Studd.
  - În timpul meciului, Ted DiBiase a venit și i-a furat șarpele lui Roberts, Damian.
- The Hart Foundation (Bret Hart & Jim Neidhart) i-au învins pe Rhythm and Blues (The Honky Tonk Man & Greg Valentine) (însoțiți de Jimmy Hart) (7:40)
  - Bret l-a numărat pe Honkytonk, după ce l-a lovit cu megafonul lui Jummy Hart.
- Rick Rude (însoțit de Bobby Heenan) l-a învins pe The Ultimate Warrior, câștigând centura WWF Intercontinental Championship (9:36)
  - Rude a câștigat prin pinfall, după ce a transformat suplexul lui Ultimate Warrior într-un lateral press.
- Jim Duggan s-a luptat cu Bad News Brown, meciul sfârșindu-se cu o dublă descalificare (3:49)
  - Ambii wrestleri au fost descalificați pentru folosirea în luptă de obiecte neregulamentare.
- The Red Rooster l-a învins pe Bobby Heenan (însoțit de The Brooklyn Brawler) (0:32)
  - Rooster a câștigat prin pinfall.
- Hulk Hogan l-a învins pe Randy Savage (însoțit de Miss Elizabeth), devenind noul Campion WWF (17:54)
  - Hogan a obținut pin-ul, după aplicarea unui Leg Drop.

## Alți participanți
| Comentatori - Jesse Ventura - Gorilla Monsoon Interviewers - "Mean" Gene Okerlund - Tony Schiavone - Sean Mooney | Ring announcer - Howard Finkel Arbitrii - Joey Marella - Earl Hebner - Dave Hebner - Tim White |

## De reținut
- Run-DMC au interpretat melodia WrestleMania Rap.
- Față de ediția precedentă a WrestleMania, capacitatea arenei Trump Plaza a fost mărită pentru a permite unui număr cât mai mare de spectatori să ia parte la eveniment.
- WrestleMania IV și V sunt singurele ediții consecutive care s-au ținut în aceeași locație.
- Printre celebritățile prezente la eveniment s-au numărat Morton Downey, Jr., Run-DMC și Donald Trump.